# Аксёнов, Семён Гермогенович
Семён Гермоге́нович Аксёнов (ок. 1812 — после 1881) — действительный статский советник (1867), потомственный дворянин в первом колене, отец Гермогена Семёновича Аксёнова, генерал-лейтенанта Белой армии.

## Биография
Из обер-офицерских детей. Службу начал в 1832 году. Будучи капитаном лейб-гвардии Гренадерского полка, получил потомственное дворянство.

…Определением Правительствующего Сената, состоявшегося 26 февраля 1858 года, капитан Семен Гермогенов Аксенов, по личным своим заслугам, признан в потомственном дворянстве, а определением Правительствующего Сената, от 9 июня 1850 года, утверждено постановление С-Петербургского дворянского депутатского собрания 29 мая 1858 года, о внесении во вторую часть дворянской родословной книги жены Семена Гермогенова Аксенова — Александры Ивановой и дочери их Екатерины (Герб., XIII,102)…— Дворянские роды, внесённые в Общий гербовник Всероссийской империи.
В дальнейшем служил по ведомству Министерства государственных имуществ. Кавалер орденов Святой Анны 3-й степени (1856), Святого Владимира 4-й степени (1876; за 35 лет службы), Святого Станислава 1 степени (1878). Действительный статский советник Симеон Гермогенов Аксенов умер от болезни сердца в Уфе 19 ноября 1894 года в возрасте 83 лет. Отпевали в Александро-Невской церкви (НА РБ. Ф. И-294. Оп. 2. Д. 35. Л. 167 об. — 168).
Автор книги «Рассыпной строй».

## Герб
В серебряном щите над чёрной горой с тремя вершинами червленое солнце. В лазоревой главе щита накрест серебряные стрела и меч, обращенные остриями вниз.
Над щитом дворянский шлем с короной. Нашлемник: встающий татарин в червленом кафтане с серебряным кушаком, воротником и обшлагами, в лазуревой шапке с чёрной опушкой и серебряным пером, держит в правой руке серебряную стрелу, а в левой — серебряный лук. Намёт: справа — чёрный с серебром, слева — червлёный с серебром. Герб действительного статского советника С. Г. Аксёнова, внесён в Общий гербовник дворянских родов Российской империи, часть 13, стр. 102.

…Кроме герба лейб-кампанцев Анисима и Василия Аксеновых существует ещё, ничего общаго с ними не имеющий, Высочайше утвержденный герб действительного статскаго советника Аксёнова. (О. Г. XIII, 102)…— Тройницкий С. Гербы лейб-кампании обер и унтер офицеров и рядовых. — С. 519. — Примечание 4—5.

## Комментарии
1. ↑  Согласно другому источнику — тайный советник'"`UNIQ--ref-00000000-QINU`"'.
2. ↑  Так в источнике.